# Estación de Wellington / UPF
Wellington | UPF es una estación de la línea T5 y T6 del Trambesòs de Barcelona. Está ubicada en la calle Wellington, entre su intersección con las calles Llull y Ramon Turró, en el distrito de San Martín. 
Da servicio al cercano campus de la Universidad Pompeu Fabra (UPF) y al parque de la Ciudadela, donde se ubican el Zoológico de Barcelona, el Parlamento de Cataluña y los museos de Geología y zoología de la ciudad.

## Historia
Esta estación se inauguró el 14 de julio de 2004, con la prolongación de la T4 de Glòries a Ciutadella | Vila Olímpica.
En 2022, el nombre de la estación cambió a Wellington | UPF, al considerarse más descriptivo.

## Líneas y conexiones
| << cabecera                 | < estación                  | línea                  | estación > | cabecera >> |
| --------------------------- | --------------------------- | ---------------------- | ---------- | ----------- |
| Ciutadella \| Vila Olímpica | Ciutadella \| Vila Olímpica |                        | Marina     | Gorg        |
| Ciutadella \| Vila Olímpica | Ciutadella \| Vila Olímpica | Estación de San Adrián | Marina     |             |